# 셰임리스 (2004년 드라마)
셰임리스(Shameless)는 2004년 1월 13일부터 2013년 5월 28일까지 방영된 영국 드라마이다.